# Campionati del mondo di ciclismo su strada 2005
I campionati del mondo di ciclismo su strada 2005 si disputarono a Madrid, in Spagna, tra il 21 ed il 25 settembre.

## Eventi

### Cronometro individuali
Mercoledì 21 settembre
- 10:00-12:45 Donne Elite – 21,900 km
- 13:00-17:30 Uomini Under-23 – 37,900 km

Giovedì 22 settembre
- 13:00-17:35 Uomini Elite – 44,100 km

### Corse in linea
Sabato 24 settembre
- 9:00-12:45 Donne Elite – 127,800 km
- 13:30-18:15 Uomini Under-23 – 168,000 km

Domenica 25 settembre
- 10:00-17:10 Uomini Elite – 273,000 km

## Medagliere
| Pos.   | Nazione       | Oro | Argento | Bronzo | Totale |
| ------ | ------------- | --- | ------- | ------ | ------ |
| 1      | Australia     | 1   | 1       | 1      | 3      |
| 2      | Ucraina       | 1   | 1       | 0      | 2      |
| 3      | Russia        | 1   | 0       | 1      | 2      |
| 3      | Svizzera      | 1   | 0       | 1      | 2      |
| 5      | Belgio        | 1   | 0       | 0      | 1      |
| 5      | Germania      | 1   | 0       | 0      | 1      |
| 7      | Spagna        | 0   | 3       | 0      | 3      |
| 8      | Gran Bretagna | 0   | 1       | 0      | 1      |
| 9      | Francia       | 0   | 0       | 1      | 1      |
| 9      | Nuova Zelanda | 0   | 0       | 1      | 1      |
| 9      | Stati Uniti   | 0   | 0       | 1      | 1      |
| Totale | Totale        | 6   | 6       | 6      | 18     |

## Sommario degli eventi
| Eventi                 | Oro                        | Tempo    | Argento                    | Tempo | Bronzo                        | Tempo |
| Uomini Elite           |                            |          |                            |       |                               |       |
| Gara in linea dettagli | Tom Boonen Belgio          | 6h26'10" | Alejandro Valverde Spagna  | s.t.  | Anthony Geslin Francia        | s.t.  |
| Cronometro dettagli    | Michael Rogers Australia   | 53'34"   | José Iván Gutiérrez Spagna | a 23" | Fabian Cancellara Svizzera    | s.t.  |
| Uomini Under-23        |                            |          |                            |       |                               |       |
| Gara in linea dettagli | Dmytro Hrabovs'kyj Ucraina | 3h56'23" | William Walker Australia   | a 26" | Evgenij Popov Russia          | s.t.  |
| Cronometro dettagli    | Michail Ignat'ev Russia    | 47'24"   | Dmytro Hrabovs'kyj Ucraina | a 34" | Peter Latham Nuova Zelanda    | a 37" |
| Donne Elite            |                            |          |                            |       |                               |       |
| Gara in linea dettagli | Regina Schleicher Germania | 3h08'52" | Nicole Cooke Gran Bretagna | s.t.  | Oenone Wood Australia         | s.t.  |
| Cronometro dettagli    | Karin Thürig Svizzera      | 28'51"   | Joane Somarriba Spagna     | a 5"  | Kristin Armstrong Stati Uniti | a 39" |